# Ромодановский, Семён Васильевич
Князь Семён Васильевич Ромодановский — воевода во времена правления Ивана III Васильевича.
Из княжеского рода Ромодановские. Третий сын родоначальника, князя Василия Фёдоровича Ромодановского-Стародубского. Имел братьев, князей; Василия, Ивана, Юрия, Фёдора, Михаила и Бориса Васильевичей.

## Биография
В 1494 году на бою близ Орши был в числе воевод Большого полка.
В 1502 году в походе против Великого княжества литовского сперва третий воевода, а по разбитию литовцев первый воевода в погоне за ними.
В 1503 году, в первом походе из Новгорода на Лифляндию сперва второй воевода, а во втором походе в этом же году третий воевода.
В 1504 году в военном походе из Новгорода на Великое княжество литовское второй воевода Сторожевого полка.

## Семья
От брака с неизвестной имел детей:
- Князь Ромодановский Пётр Семёнович — воевода, в 1535 году погиб в Стародубе.
- Князь Ромодановский Василий Семёнович по прозванию «Нагай или Нагий» — в 1520—1521 годах голова в Тарусе.